# 山口恵
山口 恵（やまぐち けい、1990年3月31日 - ）は、セイプロダクションに所属するフリーアナウンサーで、元・テレビ大阪アナウンサーおよびNHK鹿児島放送局キャスター。兵庫県神戸市の出身。

## 人物
中学生時代からのアナウンサー志望で、中学校・高校を通じて放送部に所属。武庫川女子大学附属高校の3年生だった2007年には、NHK杯全国高等学校放送コンテストの全国大会へ出場するとともに、地元の阪神甲子園球場で第89回全国高等学校野球選手権大会の開会式・閉会式の司会を務めた。
武庫川女子大学への進学後に、管理栄養士の免許や日本漢字能力検定2級などを取得。大学卒業後の2012年に、契約キャスターとしてNHK鹿児島放送局に採用された。2014年4月1日付で、有期契約のアナウンサーとしてテレビ大阪へ移籍。2016年3月31日付で契約期間を満了したことや、結婚したことを機に、高木恵という名義でフリーアナウンサーへ転身した。
フリーアナウンサー転身1年目の2016年度には、『かんさいミュージックBOX なみはな』（NHK大阪放送局が近畿地方のNHK-FM向けに放送していた番組）のパーソナリティを担当。担当終了後の2017年7月から、セイプロダクションに所属している。
血液型はO型で、趣味は帽子の収集、旅行、ハイキング、登山。NHK鹿児島放送局の契約キャスター時代には、鹿児島県内の離島の取材も担当していた。また、座右の銘として、「なんとかなるやろ（何とかなるだろう）」という関西弁を挙げている。

## 担当番組

### 現在
- ABCニュース・ABC天気予報（朝日放送ラジオ)
  - セイ・タレントプロダクションに所属する他の女性アナウンサーと交互に、2018年4月9日から日曜最終版（25時台）放送分を担当。同年7月からは、火曜最終版（21時台） - 水曜早朝（『おはようパーソナリティ道上洋三です』に内包される7・8時台の定時ニュース）や、水曜最終版 - 木曜早朝にも宿直勤務扱いで随時出演する。堀江政生（朝日放送テレビアナウンサー）が同番組のパーソナリティ代理を務める2018年7・8月には、上記の宿直勤務の一環で、毎週水曜日に7・8時台の定時ニュースを担当。

### 過去

#### フリーアナウンサーへの転身後
- かんさいミュージックBOX なみはな（前述） 
  - 基本として、深町絵里との隔週交代でパーソナリティを担当。
- 全国高等学校野球選手権大阪大会ダイジェスト（J:COM関西、2017年にキャスターを担当）
- ジモレキTV（2018年～2020年 ベイ・コミュニケーションズ）
- PRiVA旅（2018年9月 ベイ・コミュニケーションズ）
- そらさんぽ～武庫川上空からこんにちは～（2021年4月 ベイ・コミュニケーションズ）案内役

#### テレビ大阪アナウンサー時代
- 夕刊7チャンネル（『ニュースリアルKANSAI』の前身番組で、リポーターを担当）
- ニュースリアルKANSAI
  - 主にリポーターを担当。キャスターで当時の同僚アナウンサー・鈴木理加が休演する場合には、キャスター代理を務めた。
- おとな旅あるき旅（2014年4月から出演）
  - コンシェルジュ（MC）の三田村邦彦に同行するリポーターとして、斉藤雪乃・小塚舞子と交互に出演。
- NEWSα（不定期で担当）
- たこるTV（ナレーター）
- チャージ730!（テレビ東京制作、2015年7月1日）
  - テレビ大阪の地元・大阪市内にあるユニバーサル・スタジオ・ジャパン（2001年開園）でのイベントリポートを担当。ちなみに、自身の誕生日である3月31日は、同施設の開園日にも当たる。

以下はいずれも、テレビ大阪制作・テレビ東京系列全国ネットの特別番組。
- 奇跡の江戸絵師～筆一本で未来に挑む～（2015年3月28日）
- 未来を描く!僕たちの幸せマネー～日米中で見た!金融教育最前線～（ニューヨークでの取材リポートを担当、2015年12月19日）

#### NHK鹿児島放送局キャスター時代
- ひるまえクルーズかごしま - 2012年4月から2014年3月まで
- 情報WAVEかごしま - おでかけ情報担当

## 関連人物
- 竹田瞳 - NHKへ同期入局の契約キャスター